# میکیتا بوردا

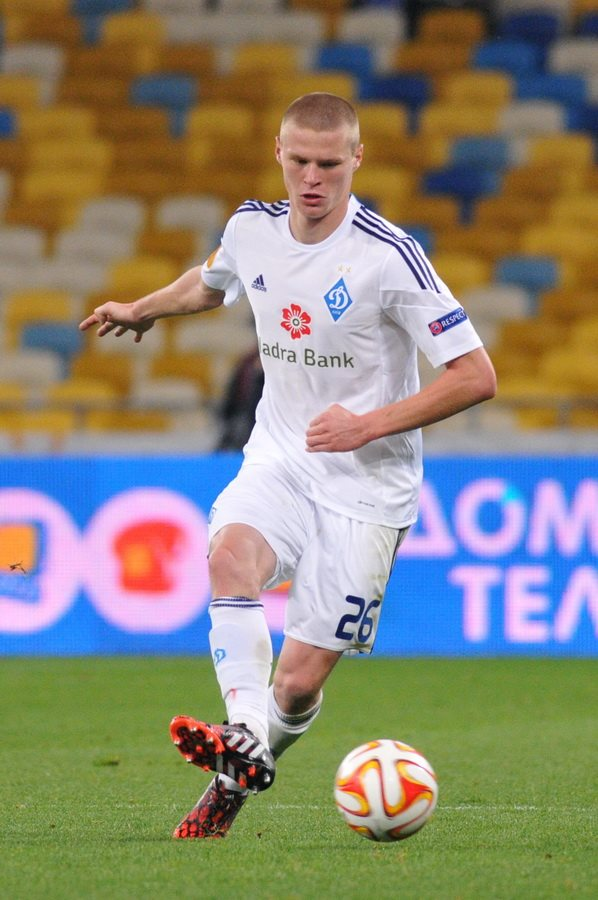
میکیتا بوردا در سال ۲۰۱۴

میکیتا بوردا (اوکراینی: Микита Валерійович Бурда؛ زادهٔ ۲۴ مارس ۱۹۹۵) یک ورزشکار اهل اوکراین است.
از باشگاه‌هایی که در آن بازی کرده‌است می‌توان به دینامو کیف اشاره کرد.